# Romolo Ticconi
Romolo Ticconi (Acuto, 1893. március 25. – Montecelio, 1919. augusztus 26.) egy olasz származású ászpilóta volt, aki az első világháborúban 6 igazolt, és 1 igazolatlan légi győzelmet aratott osztrák-magyar és német repülőgépek ellenében. Ticconi légi győzelmeinek jelentős részét (7-ből 4-et) nem egyedül hanem néhány társával közösen szerezte meg, ez annyit jelentett, hogy a gépet többen is üldözőbe vették, s felváltva folyamatosan támadták.

## Élete
Romolo Ticconi 1893-ban született az olaszországi Acuto városában.
Nagy valószínűséggel nem a légierőnél kezdte pályafutását, hanem a gyalogságnál  vagy a lovasságnál. 1917 közepe körül kérhette a légierőhöz való áthelyezését, azonban a hosszú kiképzések miatt csak hónapok miatt ülhetett repülőbe. Huzamosabb ideig szolgált a Squadriglia 81-ben (81. repülő osztagban) azonban néhány hónap múlva a Squadriglia 76-ba helyezték át, ahol már számos ászpilóta szolgált, többek között Silvio Scaroni, és Mario Stoppani.  Első légi győzelmét végül 1918. május 3-án szerezte meg, de eme győzelmét is megosztotta valakivel, azonban nagy valószínűséggel nem egy ászpilótával. 1918. június 25-én a Piave környékén két légi győzelmet aratott egy felderítő gép, és egy Albatros D.III-as felett. (Mindkettőt Giulio Lega-val és Silvio Scaroni-val megosztva) 1918 júliusában és augusztusában még további négy légi győzelmet szerzett, ezek közül egyet azonban nem tudott igazolni. A háborút végül 6 igazolt légii győzelemmel fejezte be.
1919-ben, Montecelioban hunyt el, 26 éves korában.

## Légi győzelmei
| Sorszám     | Dátum               | Egység | Ellenséges repülőgép | Helyszín        | Megjegyzés                                       |
| ----------- | ------------------- | ------ | -------------------- | --------------- | ------------------------------------------------ |
| 1           | 1918. május 3.      | 76ª    | Two -Seater          | Asolone         | Ismeretlen pilótával megosztva.                  |
| 2           | 1918. június 25.    | 76ª    | Scout                | Mareno di Piave | Giulio Lega-val és Silvio Scaroni-val megosztva. |
| 3           | 1918. június 25.    | 76ª    | Albatros D.III       | Mareno di Piave | Giulio Lega-val és Silvio Scaroni-val megosztva. |
| 4           | 1918. július 7.     | 76ª    | Scout                | Valbella        | Ismeretlen pilótával megosztva.                  |
| Igazolatlan | 1918. július 7.     | 76ª    | Scout                | Spitz-hegy      |                                                  |
| 5           | 1918. augusztus 14. | 76ª    | Scout                | Rasai           |                                                  |
| 6           | 1918. augusztus 15. | 76ª    | Ismeretlen           | Vidor           |                                                  |